# Correio Oficial
O Correio Oficial foi um jornal brasileiro do período regencial, publicado no Rio de Janeiro entre 2 de janeiro de 1830 a 30 de dezembro de 1840, e que de 1 de julho de 1833 a 30 de junho de 1836 publicou as matérias oficiais da Regência.

Emblema do jornal na década de 1830, alegorizado com peças de símbolos nacionais.